# Renault 215D
Le Renault 215D est le premier autocar produit par le constructeur français Renault après la fin de la Seconde Guerre mondiale. Cet autocar à cabine avancée est disponible en plusieurs longueurs offrant de 22 à 35 places assises. Il est étroitement dérivé du modèle ZPD.

## Histoire

### Le contexte
Dès la fin de la guerre, en 1945, une timide reprise a lieu dans tous les secteurs économiques. La demande en véhicules de toutes sortes est très forte : autobus, autocars, camions, camionnettes et même automobiles. Chez Renault, plus de la moitié des ateliers a été détruite par les bombardements et l'effectif est passé de 40.000 en 1939 à 13.000 ouvriers. Louis Renault, accusé d'avoir collaboré avec l'occupant allemand, est emprisonné à Fresnes où il meurt le 24 octobre 1944. De retour au pouvoir, le général De Gaulle sanctionne Renault et nationalise la société le 16 janvier 1945. Berliet dont le PDG Marius Berliet avait été accusé des mêmes agissements, y a échappé. C'est ainsi qu'est née la Régie Nationale des Usines Renault que beaucoup définiront comme un véritable vol d’État[réf. nécessaire]. 

### L'autocar 215D
Le Renault 215D sera le premier autocar produit après la remise en état des ateliers de l'usine de Boulogne-Billancourt. Le 215D est construit sur la châssis du camion 208D de 7 tonnes avec une cabine avancée. Sa conception est très directement dérivée du ZPD. Sa production débute le 16 janvier 1946. 
C'est comme très souvent à cette époque, un véhicule très sommaire. La direction est très sèche, la conduite est dure car il ne dispose pas de direction assistée, inconnue à cette époque, et les vitesses ne sont pas synchronisées. Le moteur est logé à l'avant sous un encombrant capot. Il est situé entièrement dans l'habitacle, très bruyant et transmet de fortes vibrations assourdissantes à toute la carrosserie. 
La production du Renault 215D et des versions allongées baptisées R4150 pour l'autocar et R4151 pour l'autobus, va se limiter à 2.795 exemplaires jusqu'au 29 septembre 1949, soit en 4 ans. Il a été très sérieusement concurrencé dès 1946 par un nouveau et redoutable modèle du constructeur et carrossier Chausson qui était le maitre incontesté du marché français. Le Renault 215D va très vite devenir obsolète face au modernisme des nouveaux AP46, AP47 & 48 suivis de l'AP52. 